# قلعه حسینی
قلعه حسینی مربوط به دوره صفوی است و در شهرستان اندیمشک، بخش الوار گرمسیری، روستای قلعه رزه واقع شده و این اثر در تاریخ ۱۵ اسفند ۱۳۸۵ با شمارهٔ ثبت ۱۸۰۰۳ به‌عنوان یکی از آثار ملی ایران به ثبت رسیده‌است.

## تاریخچه
در کنار جاده اندیمشک - پلدختر
و دهکده قلعه رزه الوار گرمسیری شمال کاروانسرای رزه یک بنای منفرد دیگر با فاصله تقریبی ۱۵۰ متر بنا گردیده است
که با پلان چهارگوش و به صورت دو طبقه، ساخته شده‌است. طبقه فوقانی، محلی جهت نگهبانی است.
کاروانسرا دارای چهار اتاق و یک حیاط مرکزی می‌باشد بنای مذکور در جهت غربی دارای پلکانی است که به طبقه دوم راه دارد، در طبقه دوم نیز پلکان دیگری تعبیه شده که به پشت بام منتهی می‌شود.
دلیل وجودی بنا با توجه به اینکه مانعی طبیعی در شمال کاروانسرای قلعه رزه و خارج از محدوده ساختمانی قرار گرفته و دیده بانی مناسب را سلب نموده، لذا اقدام به ساخت این بنا یا قلعه نموده‌اند تا مشرف بر نواحی شمالی باشد. مصالح این بنا دقیقاً همان است که در ساخت کاروانسرای رزه بکار گرفته شده‌است.
این بنا در نزد عامه به قلعه حسینی معروف می‌باشد وجه تسمیه قلعه حسینی از این قرار است که شخصی بنام حسین چندین سال متوالی در آن مسکن گزیده و تاق که همان اتاق می‌باشد در گویش محلی به معنی ساختمانی که محل زندگی فردی به نام حسین بوده نامیده شده‌است.
این قلعه نیز مربوط به دوره صفوی می‌باشد که در تاریخ ۱۵ اسفند ۱۳۸۵ با شمارهٔ ثبت ۱۸۰۰۳ به‌عنوان یکی ازآثار ملی ایران به ثبت رسیده‌است.